# Bavelincourt
Bavelincourt település Franciaországban, Somme megyében. Lakosainak száma 100 fő (2022. január 1.). Bavelincourt Contay, Baizieux, Beaucourt-sur-l’Hallue, Béhencourt, Hérissart és Rubempré községekkel határos.

## Népesség
A település népességének változása:
| Lakosok száma | 136  | 126  | 117  | 106  | 99   | 96   | 93   | 96   | 100  |
|               | 2013 | 2015 | 2016 | 2017 | 2018 | 2019 | 2020 | 2021 | 2022 |